# Vogel & Schnurmann

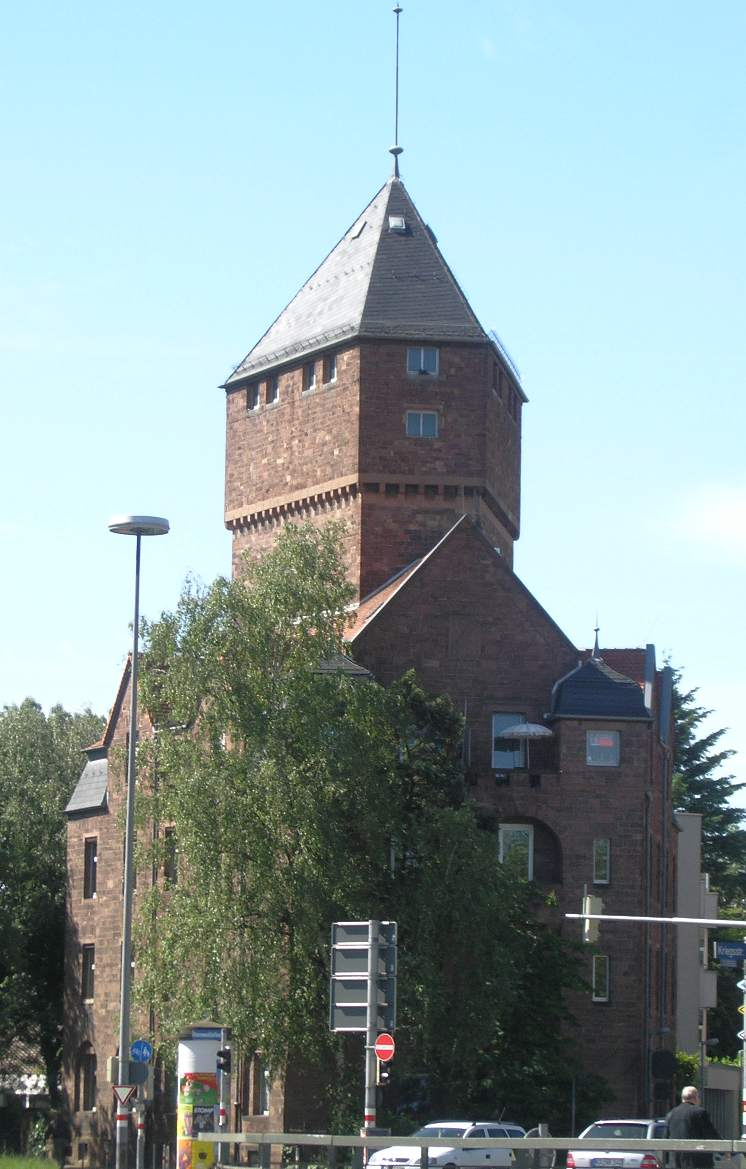
Wohnhaus mit Wasserturm in Karlsruhe-Grünwinkel

Das Unternehmen Vogel & Schnurmann stellte aus Alttextilien Kunstwolle und Kunstbaumwolle her, es wurde 1833 in Muggensturm gegründet und verlegte seinen Sitz 1879 nach Karlsruhe. Mit 500 Beschäftigten im Jahr 1914 zählte es zu den bedeutendsten Unternehmen dieser Branche im Deutschen Reich.

## Geschichte
Der Gründer des Unternehmens war Juda Levy Vogel. 1884 waren die wichtigsten Teilhaber die jüdischen Unternehmer Samuel Vogel, sein Schwager Samuel Schnurmann und Simon Bernheimer. In diesem Jahr wurde im Maxauer Hafen eine Zellstofffabrik errichtet, das spätere Unternehmen Ettlingen-Maxau Papier- und Zellstoffwerke AG. 1964 übernahm die E. Holtzmann & Cie. AG das Gelände, deren Hauptaktionär seit 1997 die Enso Oyj (1998 zu Stora Enso fusioniert) war. 
1899 verlegte das Unternehmen seinen Hauptsitz vom Mühlburger Tor zum Westbahnhof (ehemals Grünwinkler Straße 7). Dort errichtete 1907 der Architekt Adolf Singrün ein Wohnhaus mit Wasserturm. Im erhaltenen Kesselhaus befindet sich heute ein Restaurant.